# Enterobacteriaceae
Enterobacteriaceae (іноді перекладається як Ентеробактерії) — велика родина бактерій, що включає відомі патогени як-от Salmonella, Escherichia coli (кишечна паличка), Yersinia pestis (чумна паличка) тощо. За формою представники родини — паличкоподібні, довжиною 1—5 мікрон. Як і інші протеобактерії (Proteobacteria), вони грам-негативні.
Представники родини — факультативні анаероби, здатні зброджувати глюкозу з утворенням молочної кислоти та інших кінцевих продуктів. Більшість має джгутики, що використовуються для пересування. Не утворюють спор.
Безліч представників родини є частиною нормальної мікрофлори кишечнику і можуть бути знайдені в кишечниках людей та багатьох інших тварин, тоді як інші мешкають в ґрунті, воді або паразитують на різних рослинах і тваринах. Більшість симбіотичних зокрема паразитичних видів родини використовують численні ворсинки I типу для адгезії до клітин хазяїна.
Найкраще досліджена бактерія Escherichia coli (кишечна паличка) — найважливіший модельний організм не тільки цієї родини, але й всього домену бактерій, їх генетики, біохімії і клітинної біології.

## Роди
В дужках позначено рік описання:
- Biostraticola[en] (2008)
- Buttiauxella (1982)
- Cedecea[en] (1981)
- Citrobacter[en] (1932)
- Cronobacter[en] (2008)
- Enterobacillus[fr] (2015)
- Enterobacter (1960)
- Escherichia (1919)
- Franconibacter[d] (2014)
- Gibbsiella[tr] (2011)
- Izhakiella[d] (2016)
- Klebsiella (1885)
- Kluyvera[en] (1981)
- Kosakonia[es] (2013)
- Leclercia[tr] (1987)
- Lelliottia[d] (2013)
- Limnobaculum (2018)
- Mangrovibacter[en] (2010)
- Metakosakonia (2017)
- Phytobacter[en] (2017)
- Pluralibacter[en] (2013)
- Pseudescherichia (2017)
- Pseudocitrobacter[d] (2014)
- Raoultella[en] (2001)
- Rosenbergiella[es] (2013)
- Saccharobacter[tr] (1990)
- Salmonella (1900)
- Scandinavium (2019)
- Shigella (1919)
- Shimwellia[en] (2010)
- Siccibacter[d] (2014)
- Trabulsiella[tr] (1992)
- Yokenella[en] (1985)

Кандидати
- «Candidatus Annandia»
- «Candidatus Arocatia»
- «Candidatus Aschnera»
- «Candidatus Benitsuchiphilus»
- «Candidatus Blochmannia»
- «Candidatus Curculioniphilus»
- «Candidatus Cuticobacterium»
- «Candidatus Doolittlea»
- «Candidatus Gillettellia»
- «Candidatus Gullanella»
- «Candidatus Hamiltonella»
- «Candidatus Hartigia»
- «Candidatus Hoaglandella»
- «Candidatus Ischnodemia»
- «Candidatus Ishikawaella»
- «Candidatus Kleidoceria»
- «Candidatus Kotejella»
- «Candidatus Macropleicola»
- «Candidatus Mikella»
- «Candidatus Moranella»
- «Candidatus Phlomobacter»
- «Candidatus Profftia»
- «Candidatus Purcelliella»
- «Candidatus Regiella»
- «Candidatus Riesia»
- «Candidatus Rohrkolberia»
- «Candidatus Rosenkranzia»
- «Candidatus Schneideria»
- «Candidatus Stammera»
- «Candidatus Stammerula»
- «Candidatus Tachikawaea»
- «Candidatus Westeberhardia»